# Morti nel 2024/Marzo
| Questa pagina contiene informazioni ricavate automaticamente dalle voci biografiche con l'ausilio del template Bio e di un bot. L'aggiornamento è periodico e automatico e ricostruisce completamente la pagina. Se manca una persona in questa lista, sei pregato di non aggiungerla, ma accertati piuttosto che la sua voce biografica contenga il template Bio e che i dati anagrafici siano correttamente compilati. Se il template Bio manca, inseriscilo tu stesso o, in alternativa, metti l'avviso {{tmp\|Bio}} che ne segnala la mancanza. Se i dati riportati sono sbagliati, correggi direttamente la voce biografica; le modifiche saranno visibili in questa lista entro pochi giorni. Per chiarimenti vedi il progetto biografie. La lista contiene solo le 172 persone che sono citate nell'enciclopedia e per le quali è stato implementato correttamente il template Bio. Pagina aggiornata al 18 ago 2025. |

- 1º marzo - Iris Apfel, imprenditrice statunitense (n. 1921)
- 1º marzo - Chance Browne, fumettista, musicista e pittore statunitense (n. 1948)
- 1º marzo - Ennio Calabria, pittore e illustratore italiano (n. 1937)
- 1º marzo - Alberto De Simone, cestista argentino (n. 1938)
- 1º marzo - Jacqueline Duhême, illustratrice e scrittrice francese (n. 1927)
- 1º marzo - Andy Russell, giocatore di football americano statunitense (n. 1946)
- 1º marzo - Akira Toriyama, fumettista e character designer giapponese (n. 1955)
- 2 marzo - Tim Ecclestone, hockeista su ghiaccio e allenatore di hockey su ghiaccio canadese (n. 1947)
- 2 marzo - Jaclyn Jose, attrice filippina (n. 1963)
- 2 marzo - Chiara Augusta Lainati, religiosa e latinista italiana (n. 1939)
- 2 marzo - Søren Pape Poulsen, politico danese (n. 1971)
- 2 marzo - Kazbek Zankišiev, judoka russo (n. 1992)
- 3 marzo - Alexandre Baptista, calciatore portoghese (n. 1942)
- 3 marzo - Edward Bond, drammaturgo, poeta e sceneggiatore britannico (n. 1934)
- 3 marzo - Carlo Borzaga, economista italiano (n. 1948)
- 3 marzo - Roberto Fleitas, calciatore e allenatore di calcio uruguaiano (n. 1933)
- 3 marzo - Oscar Ghiglia, chitarrista italiano (n. 1938)
- 3 marzo - Bob Harrison, cestista e allenatore di pallacanestro statunitense (n. 1927)
- 3 marzo - Agbéyomé Kodjo, politico togolese (n. 1954)
- 3 marzo - Atie Voorbij, nuotatrice olandese (n. 1940)
- 4 marzo - Barbara Balzerani, terrorista e scrittrice italiana (n. 1949)
- 4 marzo - Jean-Pierre Bourtayre, compositore francese (n. 1942)
- 4 marzo - Tarako, cantante e doppiatrice giapponese (n. 1960)
- 4 marzo - Kees Rijvers, calciatore e allenatore di calcio olandese (n. 1926)
- 4 marzo - Juan Verduzco, attore messicano (n. 1946)
- 5 marzo - Linda Balgord, attrice teatrale e cantante statunitense (n. 1960)
- 5 marzo - Vadym Hladun, cestista sovietico (n. 1937)
- 5 marzo - Roberto Leoni, scrittore, sceneggiatore e regista italiano (n. 1940)
- 5 marzo - Marcello Norberth, fotografo italiano (n. 1937)
- 5 marzo - Giuseppina Torello, mezzofondista italiana (n. 1943)
- 6 marzo - Cecilia Eckelmann Battistello, imprenditrice italiana (n. 1950)
- 6 marzo - Antonio Mele, giornalista e disegnatore italiano (n. 1942)
- 6 marzo - Martin Ndongo-Ebanga, pugile camerunese (n. 1966)
- 6 marzo - Rimas Tuminas, regista teatrale lituano (n. 1952)
- 6 marzo - Claudio Velluti, cestista e altista italiano (n. 1939)
- 7 marzo - Jean-Baptiste Bordas, calciatore e allenatore di calcio francese (n. 1938)
- 7 marzo - Joe Cutajar, cantante maltese (n. 1941)
- 7 marzo - Darío René Espínola, calciatore paraguaiano (n. 1969)
- 7 marzo - Steve Lawrence, attore e cantante statunitense (n. 1935)
- 7 marzo - Armistead Neely, tennista statunitense (n. 1947)
- 7 marzo - Minervino Pietra, allenatore di calcio e calciatore portoghese (n. 1954)
- 7 marzo - Lucas Samaras, scultore, fotografo e artista greco (n. 1936)
- 7 marzo - Franco Tagliafierro, scrittore italiano (n. 1941)
- 8 marzo - Diana Conti, politica, avvocata e psicologa argentina (n. 1956)
- 8 marzo - Herbert Kroemer, fisico tedesco (n. 1928)
- 8 marzo - Raffaello Antonio Mecca, politico e insegnante italiano (n. 1942)
- 8 marzo - Angelo Nicotra, doppiatore, direttore del doppiaggio e attore italiano (n. 1948)
- 8 marzo - Aleksandr Sergeevič Orlov, storico sovietico (n. 1938)
- 9 marzo - Alexander Keewatin Dewdney, matematico, informatico e filosofo canadese (n. 1941)
- 9 marzo - Gerhard Dietrich, ginnasta tedesco (n. 1942)
- 9 marzo - Karl Galinsky, latinista e filologo classico francese (n. 1942)
- 9 marzo - Malcolm Holcombe, cantautore e compositore statunitense (n. 1955)
- 9 marzo - Severino Morlin, scultore, pittore e ceramista italiano (n. 1934)
- 9 marzo - Georgi Popov, calciatore bulgaro (n. 1944)
- 9 marzo - Clem Sacco, cantautore italiano (n. 1933)
- 9 marzo - Guy Touvron, trombettista francese (n. 1950)
- 10 marzo - Percy Adlon, regista, sceneggiatore e produttore cinematografico tedesco (n. 1935)
- 10 marzo - Eric Carmen, cantante, musicista e compositore statunitense (n. 1949)
- 10 marzo - Roberto Coviello, baritono italiano (n. 1955)
- 10 marzo - Sergej Diomidov, ginnasta uzbeko (n. 1943)
- 10 marzo - Marwan Issa, terrorista palestinese (n. 1965)
- 10 marzo - Leonardo, cantante e attore teatrale italiano (n. 1945)
- 10 marzo - Gigio Morra, attore italiano (n. 1945)
- 10 marzo - Giandomenico Picco, diplomatico italiano (n. 1948)
- 10 marzo - Karl Wallinger, cantante, compositore e polistrumentista britannico (n. 1957)
- 11 marzo - Paul Alexander, avvocato e scrittore statunitense (n. 1946)
- 11 marzo - Emilio Correa Sr., pugile cubano (n. 1953)
- 11 marzo - Valentí Fàbrega, filologo classico, latinista e teologo spagnolo (n. 1931)
- 11 marzo - Marian Gołębiewski, arcivescovo cattolico polacco (n. 1937)
- 11 marzo - Giuseppe Granieri, saggista e blogger italiano (n. 1968)
- 11 marzo - David Mixner, attivista e filantropo statunitense (n. 1946)
- 11 marzo - Pietro Sabatini, calciatore italiano (n. 1947)
- 12 marzo - Rolf Blättler, calciatore e allenatore di calcio svizzero (n. 1942)
- 12 marzo - Fulvio Capezzuoli, scrittore e critico cinematografico italiano (n. 1941)
- 12 marzo - Vittorio Saltini, filosofo e scrittore italiano (n. 1934)
- 13 marzo - Stefan Abadžiev, calciatore bulgaro (n. 1934)
- 13 marzo - Marcello Gandini, designer italiano (n. 1938)
- 13 marzo - Philippe de Gaulle, ammiraglio e politico francese (n. 1921)
- 13 marzo - Neofito, monaco cristiano e arcivescovo ortodosso bulgaro (n. 1945)
- 13 marzo - Aribert Reimann, pianista e compositore tedesco (n. 1936)
- 14 marzo - Lamara Chkonia, cantante lirica e soprano georgiana (n. 1930)
- 14 marzo - Byron Janis, pianista statunitense (n. 1928)
- 14 marzo - Mal Lucas, calciatore e allenatore di calcio gallese (n. 1938)
- 14 marzo - Léon Semmeling, calciatore belga (n. 1940)
- 14 marzo - Frans de Waal, etologo olandese (n. 1948)
- 15 marzo - Antônio Fernando Brochini, vescovo cattolico brasiliano (n. 1946)
- 15 marzo - Joe Camp, regista e sceneggiatore statunitense (n. 1939)
- 15 marzo - Paul Josef Cordes, cardinale e arcivescovo cattolico tedesco (n. 1934)
- 15 marzo - Salim Joubran, magistrato palestinese (n. 1947)
- 16 marzo - Herbert Finken, calciatore tedesco (n. 1939)
- 16 marzo - Dave Gunther, cestista e allenatore di pallacanestro statunitense (n. 1937)
- 16 marzo - Franz Isser, bobbista austriaco (n. 1932)
- 16 marzo - David Seidler, sceneggiatore britannico (n. 1937)
- 16 marzo - Claudio Tobia, calciatore e allenatore di calcio italiano (n. 1943)
- 17 marzo - Ernesto Bergamasco, pugile e allenatore di pugilato italiano (n. 1950)
- 17 marzo - Sandra Crouch, cantante, musicista e percussionista statunitense (n. 1942)
- 17 marzo - Nuno Júdice, poeta e scrittore portoghese (n. 1949)
- 17 marzo - Steve Harley, cantautore e musicista britannico (n. 1951)
- 18 marzo - Paola Bacci, attrice italiana (n. 1939)
- 18 marzo - Hugo Fernández, cestista cileno (n. 1930)
- 18 marzo - Jimmy Hastings, flautista, sassofonista e clarinettista britannico (n. 1938)
- 18 marzo - Kanstancin Kal'coŭ, hockeista su ghiaccio e allenatore di hockey su ghiaccio bielorusso (n. 1981)
- 18 marzo - Peter Kunter, calciatore tedesco (n. 1941)
- 18 marzo - Angel Marin, militare e politico bulgaro (n. 1942)
- 18 marzo - Kenjirō Shinozuka, pilota di rally giapponese (n. 1948)
- 18 marzo - Thomas Stafford, astronauta statunitense (n. 1930)
- 19 marzo - Joe Barone, dirigente sportivo italiano (n. 1966)
- 19 marzo - Neeli Cherkovski, poeta e scrittore statunitense (n. 1945)
- 19 marzo - Ersen Martin, calciatore turco (n. 1979)
- 19 marzo - Martin Skaba, calciatore tedesco orientale (n. 1935)
- 19 marzo - M. Emmet Walsh, attore statunitense (n. 1935)
- 20 marzo - Michele Arnaboldi, architetto e urbanista svizzero (n. 1953)
- 20 marzo - Dumitru Macri, calciatore e allenatore di calcio rumeno (n. 1931)
- 20 marzo - Cocky Mazzetti, cantante italiana (n. 1937)
- 20 marzo - António Pacheco, calciatore e allenatore di calcio portoghese (n. 1966)
- 20 marzo - Vernor Vinge, scrittore e matematico statunitense (n. 1944)
- 21 marzo - Orlando Aravena, allenatore di calcio cileno (n. 1942)
- 21 marzo - Raffaello Cortesini, medico italiano (n. 1931)
- 21 marzo - Mary Meyers, pattinatrice di velocità su ghiaccio statunitense (n. 1946)
- 21 marzo - Frédéric Mitterrand, regista e sceneggiatore francese (n. 1947)
- 22 marzo - Peter Bennett, calciatore inglese (n. 1946)
- 22 marzo - Luigi Cimnaghi, ginnasta e dirigente sportivo italiano (n. 1940)
- 22 marzo - Antonio Subranni, generale italiano (n. 1932)
- 22 marzo - Marco Tiberi, sceneggiatore e scrittore italiano (n. 1972)
- 22 marzo - Paolo Tubertini, arbitro di calcio italiano (n. 1945)
- 23 marzo - Daniel Beretta, attore e doppiatore francese (n. 1946)
- 23 marzo - Maurizio Pollini, pianista e direttore d'orchestra italiano (n. 1942)
- 23 marzo - Abdulah Sidran, scrittore, poeta e sceneggiatore bosniaco (n. 1944)
- 23 marzo - Silvia Tortosa, attrice spagnola (n. 1947)
- 24 marzo - George Abbey, ingegnere e aviatore statunitense (n. 1932)
- 24 marzo - Peter Eötvös, compositore e direttore d'orchestra ungherese (n. 1944)
- 24 marzo - Tina Gloriani, attrice, scultrice e pittrice italiana (n. 1935)
- 24 marzo - Paolo Inzerilli, generale italiano (n. 1933)
- 24 marzo - Sarawut Pathipakornchai, calciatore thailandese (n. 1950)
- 24 marzo - Marjorie Perloff, critica letteraria e anglista austriaca (n. 1931)
- 24 marzo - Violetta Quesada, velocista cubana (n. 1947)
- 24 marzo - Afonso Rodrigues da Silva, cestista angolano (n. 1974)
- 25 marzo - Gennaro Barboni, politico e partigiano italiano (n. 1924)
- 25 marzo - Chris Cross, bassista britannico (n. 1952)
- 25 marzo - Maurice El Mediouni, cantante e pianista algerino (n. 1928)
- 25 marzo - Ambrogio Pelagalli, allenatore di calcio, calciatore e dirigente sportivo italiano (n. 1940)
- 25 marzo - Fritz Wepper, attore tedesco (n. 1941)
- 26 marzo - Enrico Giusti, matematico e fisico italiano (n. 1940)
- 26 marzo - Gisela Köhler, ostacolista e velocista tedesca (n. 1931)
- 26 marzo - Isaías Pessotti, psicologo e scrittore brasiliano (n. 1933)
- 26 marzo - Richard Serra, performance artist e scultore statunitense (n. 1938)
- 26 marzo - Giuliano Vangi, pittore, scultore e insegnante italiano (n. 1931)
- 27 marzo - Angelo Abenante, politico italiano (n. 1927)
- 27 marzo - Andrij Antonyščak, politico e militare ucraino (n. 1969)
- 27 marzo - Choi Dae-shik, calciatore sudcoreano (n. 1965)
- 27 marzo - Daniel Kahneman, psicologo israeliano (n. 1934)
- 27 marzo - Joe Lieberman, politico statunitense (n. 1942)
- 28 marzo - Mino Giarda, sceneggiatore italiano (n. 1928)
- 28 marzo - Horaţiu Giurgiu, cestista rumeno (n. 1938)
- 28 marzo - Larry Lloyd, calciatore e allenatore di calcio inglese (n. 1948)
- 28 marzo - Daniele Protti, giornalista italiano (n. 1945)
- 28 marzo - Mark Spiro, musicista, cantautore e compositore statunitense (n. 1957)
- 28 marzo - Walt Wesley, cestista statunitense (n. 1945)
- 29 marzo - Gerry Conway, batterista britannico (n. 1947)
- 29 marzo - Simeone Di Cagno Abbrescia, politico e imprenditore italiano (n. 1944)
- 29 marzo - Louis Gossett Jr., attore statunitense (n. 1936)
- 29 marzo - Trevor Griffiths, drammaturgo e sceneggiatore britannico (n. 1935)
- 29 marzo - Péter Juhász, calciatore ungherese (n. 1948)
- 29 marzo - Chance Perdomo, attore statunitense (n. 1996)
- 29 marzo - Amedeo Quondam, storico della letteratura, italianista e saggista italiano (n. 1943)
- 29 marzo - Marian Zazeela, artista, musicista e coreografa statunitense (n. 1940)
- 30 marzo - Martín Almada, avvocato e attivista paraguaiano (n. 1937)
- 30 marzo - Fred Gamble, pilota automobilistico statunitense (n. 1932)
- 30 marzo - Rob Kaman, kickboxer e thaiboxer olandese (n. 1960)
- 30 marzo - Víctor Antonio Legrotaglie, calciatore argentino (n. 1937)
- 31 marzo - Tadeusz Kusy, vescovo cattolico polacco (n. 1951)
- 31 marzo - Barbara Rush, attrice statunitense (n. 1927)